# Greenphone
Greenphone — мобильный телефон, выпущенный компанией Trolltech AS и её партнёрами. Телефон был задуман как иллюстрация возможностей Qtopia — графической системы для смартфонов под управлением Linux, разработанной компанией Trolltech AS на своей свободной библиотеке Qt/Embedded. Он не позиционируется как модель для конечного пользователя и продаётся исключительно с комплектом разработчика, цена которого на момент выпуска составляла 690 долл.
Программное обеспечение телефона составляет Qtopia Phone Edition 4.1.4, функционирующая на ядре Linux 2.4.19.
Аппаратная часть телефона выпущена компанией Yahua Teltech и включает QVGA LCD сенсорный экран, процессор Marvell PXA270 с тактовой частотой 312 МГц, 64 МБ встроенной памяти, слот для карт памяти MiniSD, Bluetooth-интерфейс и Mini-USB порт.

## Закрытие проекта
Trolltech официально заявила о сворачивании проекта Greenphone 22 октября 2007 года, а все наработки по проекту перенесла на платформу проекта Neo 1973 от компании FIC. Своё решение руководство компании объясняет тем, что «Trolltech — это не производитель аппаратного обеспечения».